# مکاشفه
مکاشفه از تجلیات ویژه روحی در حال خلسه و حالتی است بین خواب و بیداری که در آن شخص از امور متافیزیکی که مربوط به حواس ظاهری نیستند، با ادراکات روحی و معنوی آگاه می‌شود.سپس آنرا در حالا روزمره خود میبیند.
همان گونه که انسان وقتی خوابی می‌بیند، این دیدن و شنیدن در خواب، با چشم و گوش ظاهری نیست. فرقی که مکاشفه با خواب دارد این است که، شخص خواب، حواس ظاهری اش چیزی را درک نمی‌کنند؛ اما در مکاشفه، ضمن این که روح مشغول درک حقایق است، در همان زمان گوش ظاهری، صداهای اطراف را هم می‌شنود.
حال اگر روح با قدرت و تمرکز بیشتری عمل کند و در هنگام ادراک مطالب، چشم انسان نیز باز باشد این حالت را مشاهده می‌نامند.
این حالات غالباً نشان دهنده آن است که، شخص نسبت به چیزی که در مکاشفه یا مشاهده دیده‌است علاقه زیادی دارد و به خاطر انقطاع از دیگران و اطراف خود، چنین حالتی را به‌طور موقت یا دائم بدست آورده‌است.

## مکاشفه عرفانی
کشف و مکاشفه دو اصطلاح عرفانی است؛ قیصری می‌گوید: کشف در لغت رفع حجاب است و در اصطلاح عرفا به معنی اطلاع بر ماورا حجاب از معانی غیبی و امور خفیه است.
کشف یا معنوی است یا صوری، مراد از کشف صوری اموری است که در عالم مثال است و به دو طریق مشاهده یا شنیدن صور ارواح و انوار روحانیه مکاشف می‌گردد؛ و کشف معنوی کشفی است که عبارت است از حقایق و عبارت است از ظهور معانی غیبی و حقایق عینی است.
خلاصه مکاشفه عبارت است از سیرکردن روح، به مطالعه در امور غیبی و به عبارت دیگر مکاشفه ظهور شیء است برای قلب به جهت غلبه ذکر یا حصول امر عقلی است که به الهام و بدون فکر در حال بین خواب و بیداری، برای انسان رخ می‌دهد.
برخی مدعی هستند این حالت برای افراد خاص بر اثر ریاضت و قرب به درگاه خداوند دست می‌دهد.